# Belomys pearsonii
Lo scoiattolo volante dai piedi pelosi (Belomys pearsonii Gray, 1842), unica specie del genere Belomys Thomas, 1908, è uno scoiattolo volante originario dell'Asia meridionale. In passato alcuni studiosi, notando una certa somiglianza fisica con lo scoiattolo volante dai denti complessi (Trogopterus xanthipes), lo hanno classificato nel genere Trogopterus.

## Tassonomia
Attualmente, gli studiosi riconoscono due sottospecie di scoiattolo volante dai piedi pelosi:
- B. p. pearsonii Gray, 1842 (India nord-orientale, Bhutan e Myanmar settentrionale);
- B. p. blandus Osgood, 1932 (Cina meridionale, Hainan, Taiwan e Vietnam settentrionale).

## Descrizione
Il corpo dello scoiattolo volante dai piedi pelosi misura 17,8–26 cm di lunghezza e la coda è lunga 10,2-15,8 cm. La pelliccia è fine, morbida e abbastanza lunga. La colorazione della sommità della testa e del dorso è di un bel marrone-rossastro lucido. Le estremità di molti peli, però, sono nere, il che fa assumere al pelame una tonalità leggermente nerastra. Il patagio è marrone scuro, con zone sparse di peli rossastri. Le mani sono di colore marrone-rossastro, e le regioni inferiori di colore variabile dal rossastro chiaro al bianco. Non possiede vibrisse sulle guance, ma i mustacchi sono lunghi. I piedi sono ricoperti da lunghi peli che nascondono parzialmente gli artigli. Si distingue dalle specie del genere Pteromys per avere orecchie più piccole e ciuffi di lunghi peli alla base di esse.

## Distribuzione e habitat
Lo scoiattolo volante dai piedi pelosi occupa un vasto areale frammentato che comprende Nepal, Sikkim, Bhutan, Assam, Cina meridionale, Myanmar, Thailandia, Indocina, Taiwan e Hainan.

## Biologia
Studi effettuati nelle regioni orientali dell'Himalaya hanno rivelato che questo animale abita le fitte foreste temperate di latifoglie a 1500–2400 m di quota. Sembra essere una specie piuttosto rara e non è mai stato studiato accuratamente. A Taiwan, ove convive con specie del genere Petaurista, è molto meno comune di queste ultime. Un esemplare che è stato visto planare per una distanza di circa 15 m atterrò sul ramo di un albero con un considerevole impatto, il che lascia ipotizzare che sia meno specializzato nel volo planato di altre specie di scoiattoli volanti.

## Conservazione
Soprattutto a causa della deforestazione, gli studiosi ritengono che lo scoiattolo volante dai piedi pelosi sia divenuto un animale piuttosto raro. La IUCN, tuttavia, per mancanza di prove concrete, lo inserisce tra le specie a status indeterminato.